# Britische Fußballauswahl
Eine britische Fußballauswahl existiert wegen der traditionellen Eigenständigkeit der Fußballverbände von England, Nordirland, Schottland sowie Wales offiziell nicht, nahm jedoch bis 1972 als Amateurmannschaft an den Olympischen Spielen bzw. deren Qualifikationsspielen teil und absolvierte in der Nachkriegszeit einige Freundschaftsspiele gegen Auswahlteams Kontinentaleuropas. Bei den Olympischen Spielen 2012 in London nahm nach langer Pause wieder eine britische Mannschaft teil (Team GB), die das Vereinigte Königreich vertrat.

## Hintergrund
Alle vier Verbände spielen eigene Meisterschaften aus und haben eine eigene Fußballnationalmannschaft, die unabhängig voneinander für Europameisterschaften und Weltmeisterschaften startberechtigt sind.
Da das Internationale Olympische Komitee aber im Gegensatz zur FIFA und zur UEFA auf lediglich einer Mannschaft pro Land besteht, ist es für alle vier britischen Nationalmannschaften nicht möglich, an den Olympischen Spielen teilzunehmen.
Die Fußballwettbewerbe 1908 in London und 1912 in Stockholm wurden von der englischen Amateurnationalmannschaft unter der Bezeichnung Großbritannien bestritten und gewonnen. Danach gab es bis 1960 eine britische Amateurnationalmannschaft, die das Vereinigte Königreich bei den Olympischen Spielen vertrat, die erstmals 1920 in Antwerpen am olympischen Fußballturnier unter der Bezeichnung Großbritannien teilnahm, jedoch bereits im Achtelfinale gegen Norwegen ausschied. 1964 bis 1972 konnte sich die britische Mannschaft nicht für die olympischen Turniere qualifizieren; ab 1976 verzichtete das Vereinigte Königreich auf die Teilnahme.

## Teilnahmen an den Olympischen Spielen
| 1920 in Antwerpen      | Vorrunde           |
| 1924 in Paris          | nicht teilgenommen |
| 1928 in Amsterdam      | nicht teilgenommen |
| 1936 in Berlin         | Viertelfinale      |
| 1948 in London         | Vierter            |
| 1952 in Helsinki       | Qualifikation      |
| 1956 in Melbourne      | Viertelfinale      |
| 1960 in Rom            | Vorrunde           |
| 1964 in Tokio          | nicht qualifiziert |
| 1968 in Mexiko-Stadt   | nicht qualifiziert |
| 1972 in München        | nicht qualifiziert |
| 1976 bis 2008          | nicht teilgenommen |
| 2012 in London         | Viertelfinale      |
| 2016 in Rio de Janeiro | nicht teilgenommen |
| 2021 in Tokio          | nicht teilgenommen |

## Freundschaftsspiele der Profiauswahl
Neben der Amateurauswahl der vier Verbände kam es in der Nachkriegszeit zu insgesamt drei Freundschaftsspielen gegen Auswahlmannschaften des restlichen Europas. Obwohl bei zwei Spielen auch nordirische Spieler zum Einsatz kamen, traten die Teams nicht unter dem Namen Vereinigtes Königreich, sondern unter dem Namen Großbritannien (Great Britain) auf. Das erste Spiel wurde 1947 aus Anlass des Wiedereintritts der vier britischen Verbände in die FIFA in Glasgow ausgetragen (4:1), das zweite zum 75-jährigen Jubiläum des nordirischen Verbandes 1955 in Belfast (1:1). Das dritte Spiel fand 1965 in Stoke-on-Trent statt (6:4).

## Olympisches Fußballturnier 2012 in London
Die Olympischen Spiele 2012 wurden in London ausgetragen, und es bildete sich auch in der Politik der Wunsch, dass das gastgebende Land bei diesem Turnier ebenfalls vertreten ist. Die vier Fußballverbände reagierten unterschiedlich auf diesen Vorschlag. Während England und Nordirland prinzipiell zustimmten, verhielt sich Wales eher ablehnend. Der schottische Fußballverband lehnte dagegen eine britische Profimannschaft strikt ab und nahm nicht an den entsprechenden Beratungen teil. Man befürchtete, dass das Aufstellen einer britischen Nationalmannschaft den Sonderstatus der damals vier britischen Fußballverbände aufweichen könnte.
Im Juni 2011 wurde schließlich entschieden, dass sowohl bei den Männern als auch bei den Frauen eine britische Mannschaft antreten würde, die sich aus allen vier Verbänden zusammensetzen sollte. Zuvor hatte die FIFA versichert, dass eine Teilnahme am olympischen Fußballturnier keine Auswirkung auf die Autonomie und Unabhängigkeit der vier britischen Verbände haben würde. Die Organisation der Mannschaft Team GB oblag dem englischen Verband FA. Spieler, die an der EM 2012 teilnahmen, sollten nicht für das britische Olympiateam berücksichtigt werden.

### Kader
Am 2. Juli 2012 benannte Stuart Pearce den 23-köpfigen Kader. Dabei berücksichtigte er einerseits englische U-21-Spieler und andererseits einige (teils ältere) walisische Spieler, die noch an keiner EM- oder WM-Endrunde teilgenommen hatten. Nicht nominiert wurde David Beckham, der sich Hoffnungen auf eine Nominierung gemacht hatte, da er sich im Vorfeld für die Vergabe der Spiele nach London eingesetzt hatte. Ältester Spieler des Kaders war Ryan Giggs, der sein letztes Länderspiel für Wales 2007 gemacht hatte. Mit Torhüter Jack Butland, dem jüngsten Spieler im Kader, wurde auch ein Spieler des englischen EM-Kaders berücksichtigt, der aber bei der EM nicht zum Einsatz gekommen war. Im Gegensatz zum Frauenteam wurden keine nordirischen und schottischen Spieler berücksichtigt.
| Name             | Verein vor Beginn der OS | Geburtstag        | Verband  | Spiele            | Tore            | OS-Spiele |
| Torhüter         | Torhüter                 | Torhüter          | Torhüter | Torhüter          | Torhüter        | Torhüter  |
| ---------------- | ------------------------ | ----------------- | -------- | ----------------- | --------------- | --------- |
| Jack Butland     | Birmingham City          | 10. März 1993     | England  | 6 (U-21)          | 0               | 4         |
| Jason Steele     | FC Middlesbrough         | 18. August 1990   | England  | 1 (U-21)          | 0               | 0         |
| Abwehr           |                          |                   |          |                   |                 |           |
| Ryan Bertrand    | FC Chelsea               | 5. August 1989    | England  | 16 (U-21)         | 0               | 3         |
| Steven Caulker   | Tottenham Hotspur        | 29. Dezember 1991 | England  | 4 (U-21)          | 1               | 4         |
| Craig Dawson     | West Bromwich Albion     | 6. Mai 1990       | England  | 7 (U-21)          | 4               | 2         |
| Micah Richards   | Manchester City          | 24. Juni 1988     | England  | 13 (A), 15 (U-21) | 1 (A), 3 (U-21) | 4         |
| Danny Rose       | Tottenham Hotspur        | 2. Juli 1990      | England  | 21 (U-21)         | 3               | 3         |
| Neil Taylor      | Swansea City             | 7. Februar 1989   | Wales    | 9                 | 0               | 4         |
| James Tomkins    | West Ham United          | 29. März 1989     | England  | 10 (U-21)         | 0               | 1         |
| Mittelfeld       |                          |                   |          |                   |                 |           |
| Joe Allen        | Swansea City             | 14. März 1990     | Wales    | 8                 | 0               | 4         |
| Tom Cleverley    | Manchester United        | 12. August 1989   | England  | 16 (U-21)         | 0               | 4         |
| Jack Cork        | FC Southampton           | 25. Juni 1989     | England  | 13 (U-21)         | 0               | 3         |
| Ryan Giggs       | Manchester United        | 29. November 1973 | Wales    | 64                | 12              | 3         |
| Aaron Ramsey     | FC Arsenal               | 26. Dezember 1990 | Wales    | 21                | 5               | 4         |
| Scott Sinclair   | Manchester City          | 26. März 1989     | England  | 7 (U-21)          | 1               | 3         |
| Angriff          |                          |                   |          |                   |                 |           |
| Craig Bellamy    | Cardiff City             | 13. Juli 1979     | Wales    | 69                | 19              | 4         |
| Marvin Sordell   | Bolton Wanderers         | 17. Februar 1991  | England  | 7 (U-21)          | 2               | 2         |
| Daniel Sturridge | Bolton Wanderers         | 1. September 1989 | England  | 2 (A), 15 (U-21)  | 4               | 4         |

### Spiele
Für die Olympischen Spiele wurde das Vereinigte Königreich als Gruppenkopf der Gruppe A gesetzt und der Senegal, Uruguay sowie die Vereinigten Arabischen Emirate zugelost. Die drei Gruppenspiele konnte das Team GB mit zwei Siegen und einem Remis abschließen und zog als Gruppensieger ins Viertelfinale ein. Dort reichte es nur zu einem Remis gegen Südkorea, so dass es zum Elfmeterschießen kam, das die britische Mannschaft verlor und damit an die Tradition der englischen Mannschaften anknüpfte.
| 26. Juli 2012, 20:00 Uhr, Gruppenphase, Manchester, Old Trafford      |   |            |                                 |
| Vereinigtes Königreich                                                | – | Senegal    | 1:1 (1:0)                       |
| 29. Juli 2012, 19:45 Uhr, Gruppenphase, London, Wembley-Stadion       |   |            |                                 |
| Vereinigtes Königreich                                                | – | VA Emirate | 3:1 (1:0)                       |
| 1. August 2012, 19:45 Uhr, Gruppenphase, Cardiff, Millennium Stadium  |   |            |                                 |
| Vereinigtes Königreich                                                | – | Uruguay    | 1:0 (0:0)                       |
| 4. August 2012, 19:30 Uhr, Viertelfinale, Cardiff, Millennium Stadium |   |            |                                 |
| Vereinigtes Königreich                                                | – | Südkorea   | 1:1 n. V. (1:1, 1:1), 4:5 i. E. |